# Chất độc tâm thần
Chất độc tâm thần là nhóm chất độc quân sự gây rối loạn hệ thần kinh và dị thường về tâm sinh lý (mù, điếc tạm thời, ảo thị, ảo giác, ảo ảnh, sợ hãi hoặc hưng phấn thái quá), làm đối phương mất sức chiến đấu tạm thời hay vĩnh viễn. Chất độc tâm thần có nguồn gốc thực vật đã được các thổ dân ở Guatemala, Haiti, Ghinée… phát hiện từ xa xưa và sử dụng trong nghi lễ tôn giáo để tạo trạng thái ngây ngất.

## Phân loại
- Nhóm 1 gồm các chất như: lysergic acid diethylamide (LSD25), 3-quinuclidinyl benzilat (BZ), N-ethyl-3-piperidyl benzilat (JB-316), mescalin, psilocin, ditran... gây rối loạn tâm thần kèm theo ảo thị, ảo giác, ảo ảnh, sợ sệt hoặc hưng phấn thái quá của hệ thần kinh phó giao cảm.
- Nhóm 2 gồm các chất: tremorin, oxy-tremorin làm hủy hoại tạm thời trạng thái vật lí bình thường của cơ thể như làm nhược cơ, hạ huyết áp, mù, điếc tạm thời, đi vòng tròn hoặc đi giật lùi.

## Đặc điểm
Đặc điểm của chất độc tâm thần là liều tử vong (lethal dose LD50) cao gấp hàng nghìn lần liều mất sức chiến đấu (incapacitating dose ID50).
Chất độc tâm thần rất thích hợp cho những cuộc chiến tranh cục bộ, khi các hoạt động quân sự bị giới hạn bởi không gian, thời gian, chiều sâu và nhiệm vụ của các chiến dịch quân sự. 
Chất độc tâm thần có thể được sử dụng trong chiến đấu dưới dạng bột hoặc khói độc để gây ô nhiễm không khí, đầu độc nguồn nước, lương thực, thực phẩm.

## Thực tế
Mĩ bắt đầu nghiên cứu chất độc tâm thần từ cuối những năm 50 của thế kỷ 20, đưa vào trang bị cho quân đội từ đầu thập niên 60 của thế kỷ 20. 
Các loại đạn dược chứa chất độc BZ do Mĩ chế tạo là bom cỡ nhỏ M138, BLU-50/B. Các loại bom M44; E157; CBU 16/A có chứa 17,9-38,8 kg chất độc BZ. 
Theo “Thời báo New York” và “Nhật báo Phố Wall”, Quân đội Mĩ đã sử dụng lựu đạn chứa chất độc BZ ở miền Nam Việt Nam những năm 1965-1966.
Khí tài phòng hóa là mặt nạ phòng độc. Khi bị trúng độc nặng phải dùng thuốc giải độc reserpine và thuốc an thần, thuốc chống buồn ngủ.